# The Crüxshadows
The Crüxshadows (произнася се близо до „Круушедоус“) е електронна/даркуейв/фючърпоп група, базирана в щата Флорида, САЩ.
Звученето им представлява комбинация между мъжки вокали, електрическа цигулка и китари, както и синтезатори. Ядрото на групата е вокалистът и текстописец Роуг, който смесва синт-поп от 1980-те години с модерен рок.
През по-голямата част от кариерата си The Crüxshadows издават записите си чрез звукозаписната компания Dancing Ferret Discs, която се намира във Филаделфия, САЩ. С годините групата е добила популярност в даркуейв/готик средите и е била на турнета в Северна Америка, Европа и Азия. Основни теми в творчеството им са митологията, религията, историята и сънищата. Името на формацията често се съкращава като CXS, а мотото ѝ е „Живей, обичай, бъди, вярвай“.

## История
Групата е създадена през 1993 г. от Роуг, Шон Фланаган и Тим Къри в Талахаси, Флорида. През 1993 г. излиза дебютният им самопродуциран албум „...Night Crawls In“, който е издаден от лейбъла Black Widow Music като аудио касета. Две години по-късно излиза и първият им диск „Telemetry of a Fallen Angel“, който привлича вниманието на готик сцента. През 1997 г. подписват за кратко договор с компанията Nesak International. Няколко месеца след сключване на договора Фланаган и Къри напускат The Crüxshadows. Към края на 1997 групата подписва договор с нов лейбъл Dancing Ferrets Discs, за който издаването на албума „Telemetry of a Fallen Angel“ е първото издание изобщо.
През 2000 г. The Crüxshadows издават песента „Deception“ като част от музиката, съпътстваща ролевата игра „Vampire: The Masquerade“. През същата година те започват активно да промоцират музиката си в Европа, особено Германия и във връзка с това презаписват песента „Deception“ на немски език под заглавието „Täuschung“. Впоследствие тръгват на първото си европейско турне и издават специален диск с ограничен тираж достъпен само на европейски им концерти. Поради значителния интерес сред почитателите на групата The Crüxshadows записват подобрена версия на диска и официално го издават под името „Echoes and Artifacts“.
Въпреки че са американска група най-големите успехи на The Crüxshadows са в Европа, в частност в Германия, където EP-то им Tears се задържа осем седмици в Немската класация за алтернативна музика, а следващите им издания в Германия успяват да достигнат топ 5 на класацията. През 2002 г. излиза албумът „Wishfire“, който постига втора позиция в Немската класация. На следващта година е издаден концептуалният албум „Ethernaut“. През 2004 на пазара е пуснат ремикс изданието на „Ethernaut“ „Fortress In Flames“.
През 2005 групата издава DVD-то „Shadowbox“, което включва техен концерт от 2004 по време на ежегодния фестивал Wave-Gotik-Treffen в Германия. Освен изпълнението пред около 15 000 души „Shadowbox“ включва няколко видеоклипа, кратки документални филмчета, допълнителни материали и допълнителен аудио диск.
Сингълът им „Sophia“ прави дебюта си в класациите на „Билборд“ на 23 септември 2006 г. Дебютира на първо място в класацията Hot Dance Singles Sales, измествайки Бионсе от върха. В класацията Hot 100 Singles Sales влиза на 7 позиция. И в двете класации песента е най-високият дебют за съответната седмица. През 2007 The Crüxshadows издават албума „DreamCypher“, чийто пилотен сингъл е Sophia. Втората издадена от албума песен е „Birthday“, която дебютира на 1 място в класацията Billboard Dance Singles Sales Chart и е втората най-продавана песен от какъвто и да е жанр за дебютната ѝ седмица.
Май 2007 г. групата е на турне в Китай, превръшайки се в първата готик група, която да участва в значителен местен музикален фестивал, какъвто е MIDI Festival в Пекин. Участието им на фестивала е отразено от местни телевизии и печатни медии. Към края на турнето в подкрепа на албума „DreamCypher“ Рейчъл МакДонъл, Джордж Бикос и Сара Поулос напускат групата. Така в края на 2007 г. към The Crüxshadows се присъединяват новите членове Валъри Джентил. ДжоХана Мореско, Дейвид Ръсел Ууд и Сара Стюърт. Групата в подновен състав издава на 4 юли 2008 песента „Immortal“, която се превръща в техния трети последователен номер едно хит в класацията

## Дискография
| 1993 | „...Night Crawls In“                                               |
| 1995 | „Telemetry of a Fkkdi                                              |
| 2002 | „Wishfire“                                                         |
| 2003 | „Ethernaut“                                                        |
| 2004 | „Telemetry of a Fallen Angel“ (преиздаден)                         |
| 2005 | „...Night Crawls In“ (преиздаден)                                  |
| 2006 | „The Mystery of the Whisper & Until the Voices Fade“ (преиздадени) |
| 2007 | „DreamCypher“                                                      |

### EP-та и сингли
| Издаден | Заглавие                   | Тип    |
| ------- | -------------------------- | ------ |
| 1998    | „Until the Voices Fade...“ | EP     |
| 2000    | „Paradox Addendum“         | EP     |
| 2001    | „Tears“                    | EP     |
| 2003    | „Frozen Embers“            | EP     |
| 2004    | „Fortress In Flames“       | EP     |
| 2006    | „Sophia“                   | Сингъл |
| 2007    | „Birthday“                 | Сингъл |
| 2008    | „Immortal“                 | Сингъл |

### ДВД
| Издаден | Заглавие    | Тип    |
| ------- | ----------- | ------ |
| 2005    | „Shadowbox“ | CD+DVD |